# Juan Díaz Prendes
Juan Díaz Prendes (Gijón, Asturias, España, 28 de junio de 1977) es un exfutbolista español que jugaba de centrocampista.

## Trayectoria
Dio sus primeros pasos como futbolista en el Club Victoria de Perlora, al que se incorporó en 1987 cuando contaba con diez años. En 1991 se unió a las categorías inferiores del Real Sporting de Gijón hasta que, en 1995, fue cedido al Revillagigedo Club de Fútbol para que concluyera su etapa como juvenil en la Liga Nacional. Un año después volvió a abandonar la disciplina del Sporting en calidad de préstamo, esta vez para militar en el Candás C. F. de Tercera División. El Sporting decidió darle la baja al finalizar la cesión y fichó por el U. D. Gijón Industrial. En 1998, sin embargo, el equipo rojiblanco decidió hacerse nuevamente con sus servicios y se incorporó a la plantilla del Real Sporting de Gijón "B", donde se mantuvo hasta 2001 jugando en Segunda División B. En la campaña 2000-01 llegó a debutar con el primer equipo en Segunda División.
Para la temporada 2001-02 pasó definitivamente a la plantilla del Sporting, donde permaneció cinco temporadas en las que disputó más de doscientos encuentros, además de llegar a ser el capitán del equipo. Una vez finalizada la temporada 2005-06, y tras no renovar su contrato con el conjunto rojiblanco, optó por fichar por el Club Gimnàstic de Tarragona que acababa de ascender a Primera División. Con los catalanes militó durante una campaña y llegó a disputar treinta partidos en la máxima categoría del fútbol español.
Tras el descenso del Nàstic se marchó al Club Polideportivo Ejido, donde pasó dos temporadas y cosechó un nuevo descenso, esta vez a Segunda División B, en la primera de ellas. Al finalizar la campaña 2008-09 se quedó sin equipo y se vio obligado a entrenarse con el Club Marino de Luanco hasta que el Montañeros C. F. decidió contar con sus servicios entre febrero y junio de 2010. Posteriormente, se trasladó a la R. S. D. Alcalá, equipo con el que disputó una temporada en la que participó en veintinueve encuentros y consiguió anotar un gol.
En la campaña 2011-12 regresó a su tierra natal para fichar por el Real Avilés C. F. de Tercera División, con quien disputó la promoción de ascenso a Segunda División B tras finalizar la competición en la segunda plaza. A pesar de la derrota ante el Coria C. F. en la primera ronda, el Avilés consiguió ascender a la categoría de bronce tras abonar 190 000 euros por una plaza en la misma. Después de disputar la campaña 2012-13 en Segunda División B, decidió abandonar la práctica del fútbol.

## Clubes
| Club                        | País   | Año       |
| --------------------------- | ------ | --------- |
| Candás C. F.                | España | 1996-1997 |
| U. D. Gijón Industrial      | España | 1997-1998 |
| Real Sporting de Gijón "B"  | España | 1998-2001 |
| Real Sporting de Gijón      | España | 2001-2006 |
| Club Gimnàstic de Tarragona | España | 2006-2007 |
| Club Polideportivo Ejido    | España | 2007-2009 |
| Montañeros C. F.            | España | 2010      |
| R. S. D. Alcalá             | España | 2010-2011 |
| Real Avilés C. F.           | España | 2011-2013 |